# Exèrcit Revolucionari d'Ajuda als Treballadors
L'Exèrcit Revolucionari d'Ajuda als Treballadors (ERAT) (en castellà: Ejército Revolucionario de Ayuda a los Trabajadores) fou un grup armat format durant el 1977 per alguns treballadors de la SEAT i alguns delinqüents comuns. Esdevingué un dels pocs exemples d'autonomia obrera als Països Catalans durant la Transició espanyola, ja que la UGT, alineada amb el PSOE, i sobretot Comissions Obreres, amb el PSUC-PCE, s'erigien com a forces hegemòniques.
Els seus fundadors foren Manuel Nogales Toro, Gabriel Botifoll i José Hernández Tapias. Pretenien, davant la ineficàcia del govern de la transició i la incertesa existent en el món laboral, dur a terme una lluita revolucionària ajudant els treballadors en atur i els sectors afectats per la repressió capitalista. El mitjà era atacar les institucions bancàries.
Amb aquesta finalitat cometeren un atracament a l'hipermercat Catalsa del barri de Sants (Barcelona) el 28 de febrer de 1978. Tanmateix, el 21 d'abril de 1978 foren detinguts gairebé tots els seus membres: Manuel Nogales Toro, Gabriel Botifoll, José Hernández Tapias, José Ramón Sánchez Ramos, Agustín García Coronado, José Fernández, Antonio Mateos López, Gregorio Zabala Ramírez, Héctor Álvarez González i Diego Santos García. Foren acusats d'intentar organitzar un grup semblant a les Brigades Roges o el FRAP.
El 30 de juny de 1980 foren jutjats a l'Audiència Nacional espanyola sota l'amenaça de ser condemnats a penes de presó que oscil·laven entre els dos i els cinquanta anys en funció que cada membre. Els acusats acceptaren que els Comitès de Solidaritat amb els Patriotes Catalans (CSPC) exercissin la defensa política, així com que el grup s'havia situat dins l'estratègia independentista de resistència i d'enfrontament amb l'Estat. Finalment, foren condemnats, aquell mateix any, a set anys de presó. El 1984 foren alliberats i pogueren reincorporar-se laboralment a SEAT.
L'any 2019, el grup Fuerza Nueva, format per Los Planetas i El Niño de Elche, publicaren la cançó «Canción para los obreros de Seat», una adaptació de l'himne d'Els Segadors en homenatge a les accions armades de l'ERAT.